# Barbara Haering
Barbara Haering, née le 20 septembre 1953 à Montréal au Canada (originaire de Zurich), est une personnalité politique suisse, membre du parti socialiste.

## Biographie
Barbara Haering naît le 20 septembre 1953 à Montréal, au Canada. Elle est originaire de Zurich et possède également la nationalité canadienne,. Son père est Suisse romand.
Elle étudie les sciences de l'environnement à l'École polytechnique fédérale de Zurich et y obtient un doctorat en 1996.
Depuis qu'elle s'est retirée de la vie politique, elle dirige un bureau d'étude zurichois spécialisé dans les domaines scientifiques et culturels, nommé Econcept,, qui appartient au conseiller national Elmar Ledergerber,.
Elle est mère d'une fille.

## Parcours politique
Elle est membre du Conseil cantonal de Zurich de 1979 à 1983. L'initiative parlementaire qu'elle dépose en 1993 est à l'origine de la solution du délai de douze semaines en matière d'avortement,.
Elle accède au Conseil national en février 1990, à la suite de la démission de Doris Morf. Elle y siège jusqu'à fin 2007. Elle est membre de la Commission de la politique de sécurité (CPS), qu'elle préside à partir de fin 2005, de la Commission de la science, de l'éducation et de la culture (CSEC) de fin 1995 à juin 1998 et de la Commission des transports et des télécommunications (CTT) de mars 1998 à décembre 1999. En 2004, elle préside la mission de l'Organisation pour la sécurité et la coopération en Europe pour le second tour de l'élection présidentielle américaine de 2004.
Elle est secrétaire générale du Parti socialiste en 1997 et 1998. Première femme à occuper ce poste, elle en démissionne en raison de mésentente avec la présidente du parti, Ursula Koch,,.
Elle préside la comité d'initiative de l'initiative populaire « pour l'interdiction d'exporter du matériel de guerre », déposée en 1992 et rejetée en votation en 1997,.

### Positionnement politique
Elle fait partie de l'aile droite de son parti.

## Autres mandats
En 2005, elle est nommée présidente de la fondation de l'Institut de hautes études en administration publique.
Elle est également vice-présidente du Conseil des écoles polytechniques fédérales.